# Distrito Industrial Autonomistas

Industrial Autonomistas  é um bairro localizado no município de  Osasco, São Paulo, Brasil. Sendo delimitado ao Norte pelo bairro Presidente Altino; a Leste pelo bairro Parque Continental e pelo município de São Paulo, ao Sul com o bairro Vila Campesina; a Oeste com o bairro Centro. O seu loteamento é Industrial Comabra.

## Principais vias
- Avenida Maria Campos
- Avenida dos Autonomistas[1]

## Formação
O bairro foi projetado na década de 40 para ser um Distrito Industrial.

## Transportes
- Companhia Municipal de Transportes de Osaso -CMTO[1]

## Educação

### Universidades
- Fundação Instituto de Ensino para Osasco (UNIFIEO) (unidade II)
- Faculdade Anhaguera[1]